# Leopoldo Díaz Vélez
 Leopoldo Díaz Vélez ( Buenos Aires, Argentina, 1 de septiembre de 1917-4 de julio de 2007) fue un recitador, poeta y cantor que se ha dedicado al género del tango y es el autor de más de cuatrocientas composiciones registradas.

## Actividad artística
Díaz Vélez se familiarizó desde pequeño con la música de tango, género que aprendió a amar ya en la niñez. A los 8 años su padre lo llevó a escuchar a Gardel al teatro Olimpo, que estaba cerca de su casa ubicada en la avenida Santa Fe entre Ecuador y Anchorena. A su hogar concurrían músicos y poetas amigos de su padre, como Alfredo Bevilacqua, el autor del tango Independencia y Gerónimo Gradito, a quien pertenece la letra de El flete de Vicente Greco.
Empezó de chico a componer versos que –según dice- “eran versos fatales, siempre al final moría alguno...” A los 20 años le propuso a su amigo Julio Benítez, que tenía una orquesta, hacer un tango para estrenarlo en Carnaval, y ese fue Hoy quiero vivir, que nunca lo registraron.
Por consejo del bandoneonista Juan Spósito, Díaz Vélez que por entonces trabajaba en el Correo Central, se inscribió en la sociedad de autores y compositores SADAIC para lo cual rindió un examen y presentó cinco temas de su autoría, entre los cuales estaba el tango 1910 que más adelante grabó Ángel Vargas. Inicialmente se desempeñó artísticamente como cantor y recitador, y más adelante, sin dejar del todo el canto, como letrista y compositor, y si bien no llegó a grabar, cantó en algunos conjuntos importantes como, entre otros, los de Emilio Balcarce, Graciano Gómez, Cristóbal Herrero, Eladio Blanco, Emilio Orlando, Francisco Rotundo, Bernardo Álvarez y sus Dados Blancos y Armando Pontier, con quien actuó en 1980 en los bailes del Centro Lucense.
Como recitador decía en festivales de barrio, clubes, etc. las milongas de Juan Manuel Pombo, La cama vacía, El huérfano y El sepulturero y otras que los cantores entonaban por milonga. También se presentó con la música de fondo del conjunto de armónicas de Rodolfo Ferreira, en la radio, en salones y clubes de barrio y en el cine Mignón en el barrio de Belgrano.
Su poesía que al comienzo era densamente dramática, casi naif, se fue tornando obra romántica y delicada. Llevaba sus letras para que le pusieran música e, incluso, a veces también aportaba la melodía tarareada.
Su primer gran éxito fue Muchachos comienza la ronda cuyo título original, Muchachos se armó la milonga, debió ser modificado pues a partir de 1943 dentro de una campaña iniciada por el gobierno militar que obligó a suprimir el lenguaje lunfardo Las restricciones continuaron al asumir el gobierno constitucional el general Perón y en 1949 directivos de Sadaic le solicitaron al administrador de Correos y Telecomunicaciones en una entrevista que se las anularan, pero sin resultado. Obtuvieron entonces una audiencia con Perón, que se realizó el 25 de marzo de 1949, y el presidente –que afirmó que ignoraba la existencia de esas directivas- las dejó sin efecto. si bien por temor de los músicos algunas piezas, como el tango Al pie de la Santa Cruz y la Milonga del 900, siguieron ejecutándose con modificaciones en las partes a las que se podía asignar contenido político. Lo grabó Enrique Campos el mismo día en que debutaba con la orquesta de Ricardo Tanturi, el 6 de agosto de 1943 en la RCA Victor. Alberto Castillo también lo cantó cuando estaba con Tanturi pero no lo había grabado. Otros que grabaron la pieza fueron el Trío San Juan, de México y el tenor venezolano Felipe Pinela, en tiempo de bolero y con el título Entre tu amor y mi amor. '
Ángel Vargas le grabó, entre otros temas, 1910, Boliche de cinco esquinas, Si es mujer ponele Rosa, Quién tiene tu amor y Embrujo de mi ciudad. Cuando Tita Merello cantó y grabó La milonga y yo, en la que entona como nadie aquella estrofa "vamos subiendo la cuesta...", la pieza se constituyó en un gran éxito de amplia difusión, al punto de ser incluida con el título de Tango Goes Symphony en el filme Bread and Circus (2003).
Muchas son las voces que además de los nombrados cantaron sus temas: Charlo, Armando Laborde, Héctor Mauré, Miguel Montero, Alberto Podestá, Roberto Rufino, Floreal Ruiz, el trío Los Panchos, entre otros.
Díaz Vélez integró desde 1944 la comisión de Ceremonial y Homenajes de SADAIC. Falleció el 4 de julio de 2007.

## Filmografía
Bandas musicales de películas.
- Bread and Circus  (2003)
- Este cura (1968)